# We of the West Riding
Pour plus de détails, voir Fiche technique et Distribution.
We of the West Riding est un documentaire britannique réalisé par Ken Annakin, sorti en 1945.

## Synopsis
Un jeune habitant du Yorkshire décrit la vie de sa famille. Ils travaillent tous dans la filature de laine locale. On voit leur travail mais aussi leurs loisirs (football, musique, cyclisme). Le film se termine par la représentation annuelle du Messie de Haendel, une tradition dans cette partie du Yorkshire.

## Fiche technique
- Titre original : We of the West Riding
- Titre américain : West Riding
- Réalisation : Ken Annakin
- Scénario : Phyllis Bentley
- Photographie : Peter Hennessy
- Son : W.S. Bland
- Montage : Julian Wintle
- Musique : Leighton Lucas
- Production : Ralph Keene
- Société de production : Greenpark Productions, Film Producers Guild, sous l'égide du British Council
- Pays d'origine :  Royaume-Uni
- Langue originale : anglais
- Format : Noir et blanc  — 35 mm — 1,37:1 — son mono
- Genre : Court métrage documentaire
- Durée : 21 minutes
- Dates de sortie : Royaume-Uni : 1945
- Licence :

## Distribution
- Norman Shelley : narrateur
- les membres de la famille Sykes sont joués principalement par les membres de la famille Coldwell et par des membres d'une troupe amateur, les Halifax Thespians[2].

## Lieux de tournage
Il est tourné dans et autour d'Halifax, montrant les Ladyship Mills et Croft Myl, avec d'autres endroits dans les Yorkshire Dales étant le Prieuré de Bolton et Skipton.